# Le Naufragé (roman)
Le Naufragé (titre original : Der Untergeher) est un roman de l'écrivain autrichien Thomas Bernhard publié en 1983 et paru en français le 2 avril 1986 aux éditions Gallimard.

## Résumé
Le roman traite des problèmes relationnels des trois personnages principaux : du narrateur à la première personne, de Wertheimer et du canadien Glenn Gould, tous trois des fils bien établis de familles aisées. Le roman se déroule principalement dans le présent, avec quelques petites actions dans une auberge et dans la maison de chasse de Wertheimer, et se compose d'environ deux tiers d'un monologue, un flux de pensées (« je pensais »), du narrateur sur sa relation avec ses deux amis ainsi que sur la situation existentielle des artistes qui aspirent à la perfection. Dans la dernière partie, le narrateur discute avec la propriétaire de l'auberge et le bûcheron Kohlroser de la vie de Wertheimer à Traich.

## Édition
Ce roman a été traduit en français et édité par Gallimard en 1986.

## Adaptation
Le roman a été adapté librement par Jean-François Sivadier pour sa pièce Sentinelles.